# لركتون (تشيشير)
لركتون (بالإنجليزية: Larkton)‏ هي قرية و أبرشية مدنية تقع في المملكة المتحدة في إنجلترا. يقدر عدد سكانها بـ 28 نسمة .